# Callistoctopus xiaohongxu
Callistoctopus xiaohongxu — вид восьминогів. Описаний у 2022 році. Вид поширений у Східно-Китайському та Південно-Китайському морях.

## Опис
Має малий або середній розмір (ML 41,7–83,3 мм). Колір шкіри від червонувато-помаранчевого до червонувато-коричневого, без сосочків або плям. Одна або дві лінії чорних хроматофорів на бічних краях рук під шкірою. Голова вузька. Руки середньої довжини, тонкі. Присоски дрібні і дворядні. Збільшені присоски відсутні. Воронкоподібний орган довгий. Зябра з 8–9 пластинками на півгілку. Лігула помірного розміру з борозенкою.